# Bok & Bibliotek
Die Bok & Bibliotek (Buch & Bibliothek), auch als Göteborger Buchmesse bekannt, ist eine 1985 gegründete Buchmesse, die jährlich im schwedischen Göteborg stattfindet. Sie ist Treffpunkt von Schriftstellern, Verlegern, Literaturagenten, Literaturwissenschaftlern, Bibliothekaren, Literaturkritikern und Lesern.

## Geschichte
Anfangs war die Bok & Bibliotek eine Messe ausschließlich für Buchhändler, in ihrem Gründungsjahr wurden 5000 Besucher gezählt. Inzwischen ist sie mit über 70.000 bis 100.000 Besuchern die größte  Messe der Buch- und Bibliotheksbranche in Skandinavien. Sie findet  jährlich an vier Tagen in der letzten Septemberwoche statt, wobei die ersten beiden Tage den Fachbesuchern vorbehalten bleiben. Sie wird von der „Bok & Bibliotek i Norden AB“, einer Tochtergesellschaft der  Svenska Mässan veranstaltet. Veranstaltungsort ist das Kongresszentrum der Svenska Mässan  im Zentrum Göteborgs. Auf 14.000 m² stellen 900 Aussteller aus den Bereichen Bücher, Zeitungen, Zeitschriften, Comics, Landkarten, Kunstbücher und Bücher für Künstler, antiquarische Bücher, Grafik- und Bürobedarf, Bibliothekseinrichtungen und -datenbanken, Film- und Audiovisionsausrüstung aus. (Stand 2010)
Die Messen haben jeweils ein jährliches Schwerpunktthema. Auf der 25. Bok & Bibliotek 2009 stand die Literatur der lateinamerikanischen Länder im Vordergrund, 2010 galt die Aufmerksamkeit 70 Gästen aus 25 afrikanischen Ländern. Die 27. Veranstaltung war unter dem Motto „Drei Länder – eine Sprache“ Büchern aus den deutschsprachigen Ländern Deutschland, Österreich und Schweiz gewidmet. Auf der 28. Messe, die zwischen dem 27. und dem 30. September 2012 stattfand, wurde auf die nordische Literatur aufmerksam gemacht. Die 29. Messe war für die Tage vom 26. bis zum 29. September 2013 angesetzt und hatte Rumänien zum Thema, die 30. Messe fand vom 25. bis 28. September 2014 statt und hatte Brasilien als Themenland (Besucherzahl: rund 97.000 Besucher). Bei der 33. Veranstaltung brachen die Besucherzahlen hauptsächlich wegen einer am 30. September 2017 parallel in Göteborg stattfindenden Neonazi-Demonstration der Nordischen Widerstandsbewegung und ihrer Gegenveranstaltungen deutlich auf etwa 77.000 ein. In die bei den folgenden Veranstaltungen einsetzende Erholung der Besucherzahlen brach die Corona-Pandemie ein. Die Buchmesse im Jahr 2020 musste vollständig, die von 2021 weitestgehend Online stattfinden. Erst die 38. Messe vom 22. bis zum 25. September 2022 konnte wieder im gewohnten Ramen des Göteborger Messe- und Kongresszentrums ausgerichtet werden. Neben Südafrika, das ursprünglich bereits für 2020 als Ehrengast und Themenland vorgesehen war, wurde kurzfristig auch das Thema „Stimmen aus der Ukraine“ angesetzt, um ukrainischen Schriftstellern angesichts des im Februar ausgebrochenen Angriffskrieges besonderen Raum zu geben. Bei der 40. Veranstaltung vom 26. bis zum 29. September 2024 wurden mit fast 94.000 Besuchern erstmals seit 2016 wieder die 90.000-er Grenze überschritten.

## Termine und Themen
- 1985: 23–25. August
  - Thema: Bibliotheksmesse (Bibliothekswesen)
- 1986: 21–24. August
  - Thema: Nordische Kulturmanifestation
- 1987: 20–23. August
  - Thema: Norwegen
- 1988: 18–21. August
  - Thema: Finnland
- 1989: 07–10. September
  - Thema: Dänemark
- 1990: 13–16. September
  - Thema: Island
- 1991: 26–29. September
  - Themen: Norden, Deutschland, 400 Jahre Kinderbücher, 450 Jahre Bibel, 150 Jahre Kriminalromane
- 1992: 10–13. September
  - Thema: Grönländische Kultur
- 1993: 09–12. September
  - Thema: Indianer (indianisches Jahr)
- 1994: 27.–30. September
  - Thema: Nordische Literatur
- 1995: 26.–29. Oktober
  - Thema: Recht auf freie Meinungsäußerung, Redefreiheit und Pressefreiheit
- 1996: 24.–27. Oktober
  - Thema: Multikulturalität
- 1997: 30. Oktober–2. November
  - Themen: Niederländische und Flämische Literatur, Erwachsenenbildung
- 1998: 22.–25. Oktober
  - Themen: Kinder- und Jugendliteratur, Kulturerbe
- 1999: 16.–19. September
  - Themen: Deutschsprachige Literatur, Neue Wege für das Buch
- 2000: 14.–17. September
  - Themen: Nordische Literatur, Läsrörelsen (schwedische Kampagne: Lernen für das Leben)
- 2001: 13.–16. September
  - Themen: Nordische Literatur, Norwegen, Architektur
- 2002: 19.–22. September
  - Themen: Finnland, Journal02 (Kulturzeitschrift)
- 2003: 25.–28. September
  - Themen: Polen, Populärwissenschaften
- 2004: 23.–26. September
- Thema: Britische Literatur
- 2005: 29. September–2. Oktober
  - Thema: Litauen
- 2006: 21.–24. September
  - Thema: Die Freiheit der Meinungsäußerung
- 2007: 24.–27. September
  - Thema: Estland
- 2008: 25.–28. September
  - Thema: Lettland
- 2009: 24.–27. September
  - Thema: Spanien
- 2010: 23.–26. September
  - Thema: Afrika
- 2011: 22.–25. September
  - Themen: Deutschland, Österreich, Schweiz – deutschsprachige Länder im Fokus.[5]
- 2012: 27.–30. September
  - Thema: Der Norden
- 2013: 26.–29. September
  - Thema: Rumänien
- 2014: 25.–28. September
  - Thema: Brasilien[6]
- 2015: 24.–27. September
  - Thema: Ungarn[7]
- 2016: 22.–25. September
  - Thema: Meinungsfreiheit
- 2017: 28. September – 1. Oktober
  - Themen: 100 Jahre Finnland, Stimmen aus Irland[2]
- 2018: 27.–30. September
- 2019: 26.–29. September
  - Thema: Südkorea[8]
- 2020: 24.–27. September (online)[4]
- 2021: 23.–26. September (überwiegend online)[4]
  - Thema: Nordische Literatur
- 2022: 22.–25. September
  - Themen: Südafrika, Klimakrise, Kriminalliteratur, Stimmen aus der Ukraine[3]
- 2023: 28. September–1. Oktober
  - Thema: Jüdische Kultur[9]
- 2024: 26.–29. September
  - Thema: Samische Kultur, Weltraum[10]
- 2025: 25.–28. September (angekündigt)[11]

## Bekannte Besucher

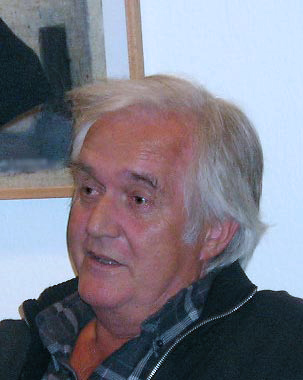
Henning Mankell, 2005
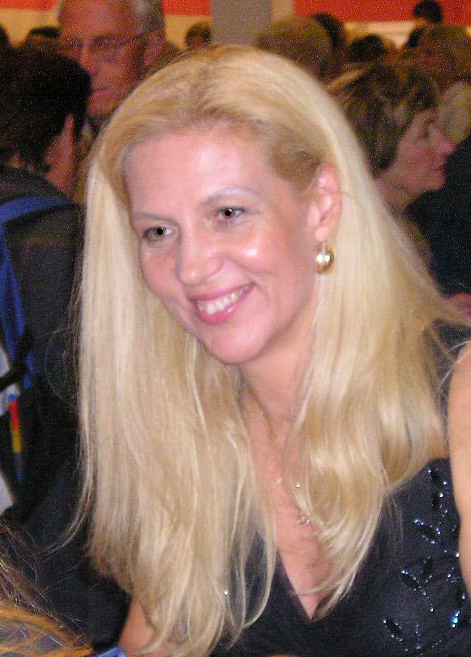
Liza Marklund, 2005
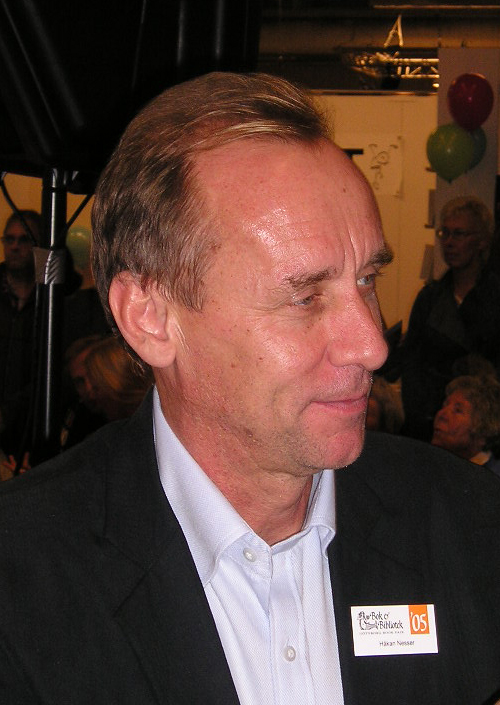
Håkan Nesser, 2005
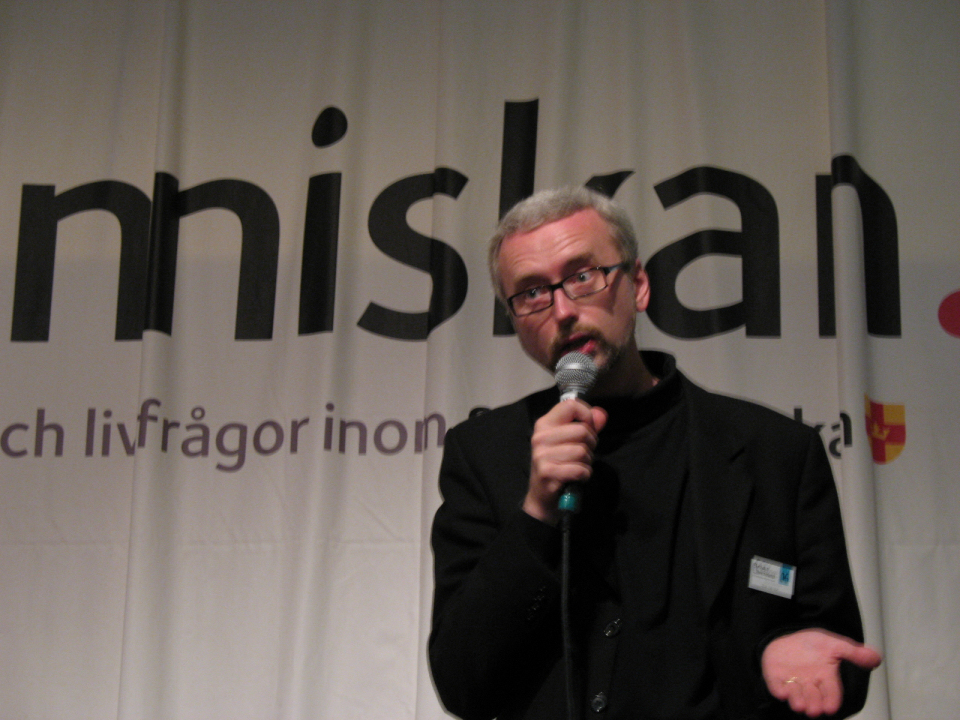
Dick Harrison, 2006
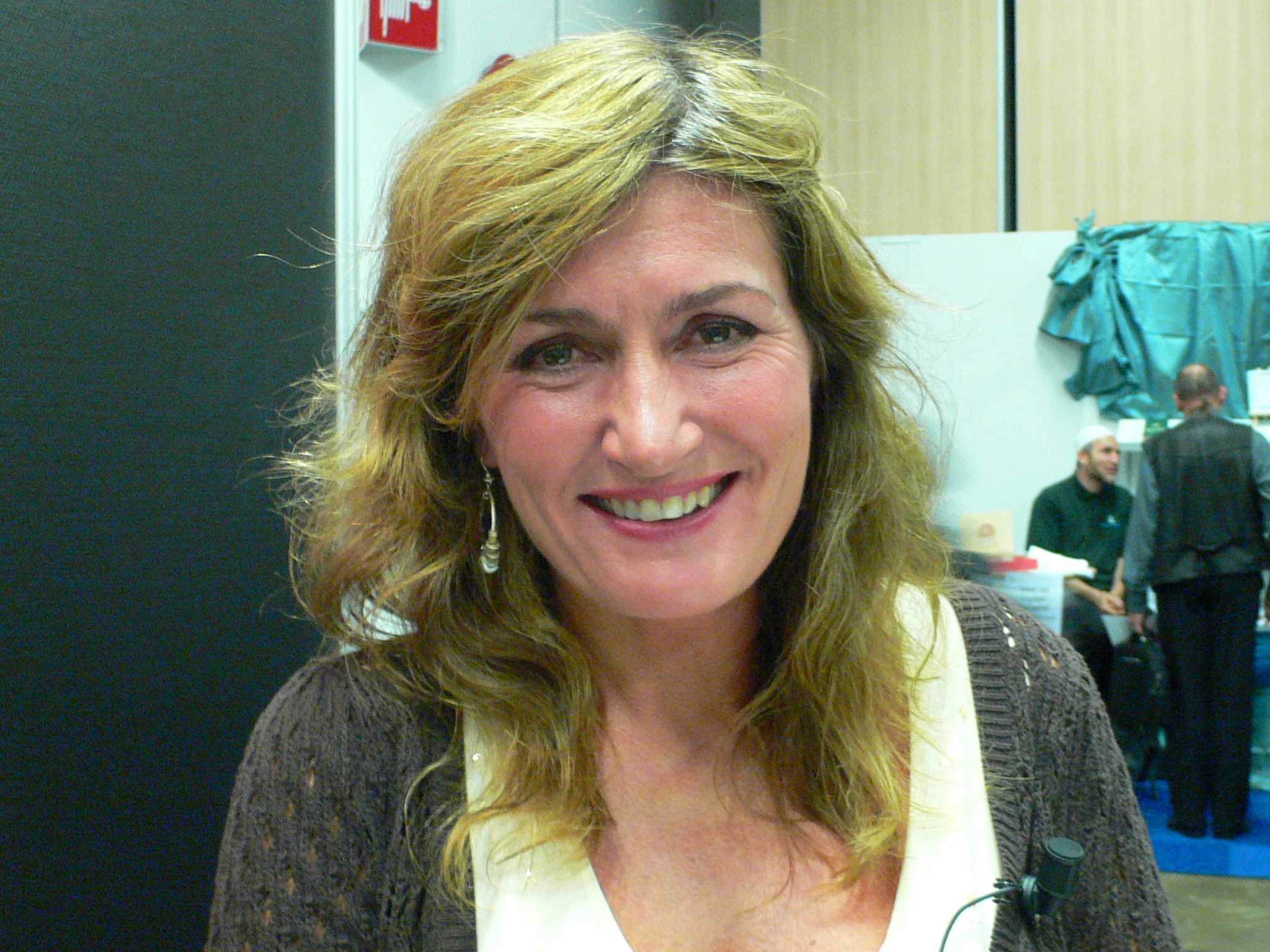
Mari Jungstedt, 2007
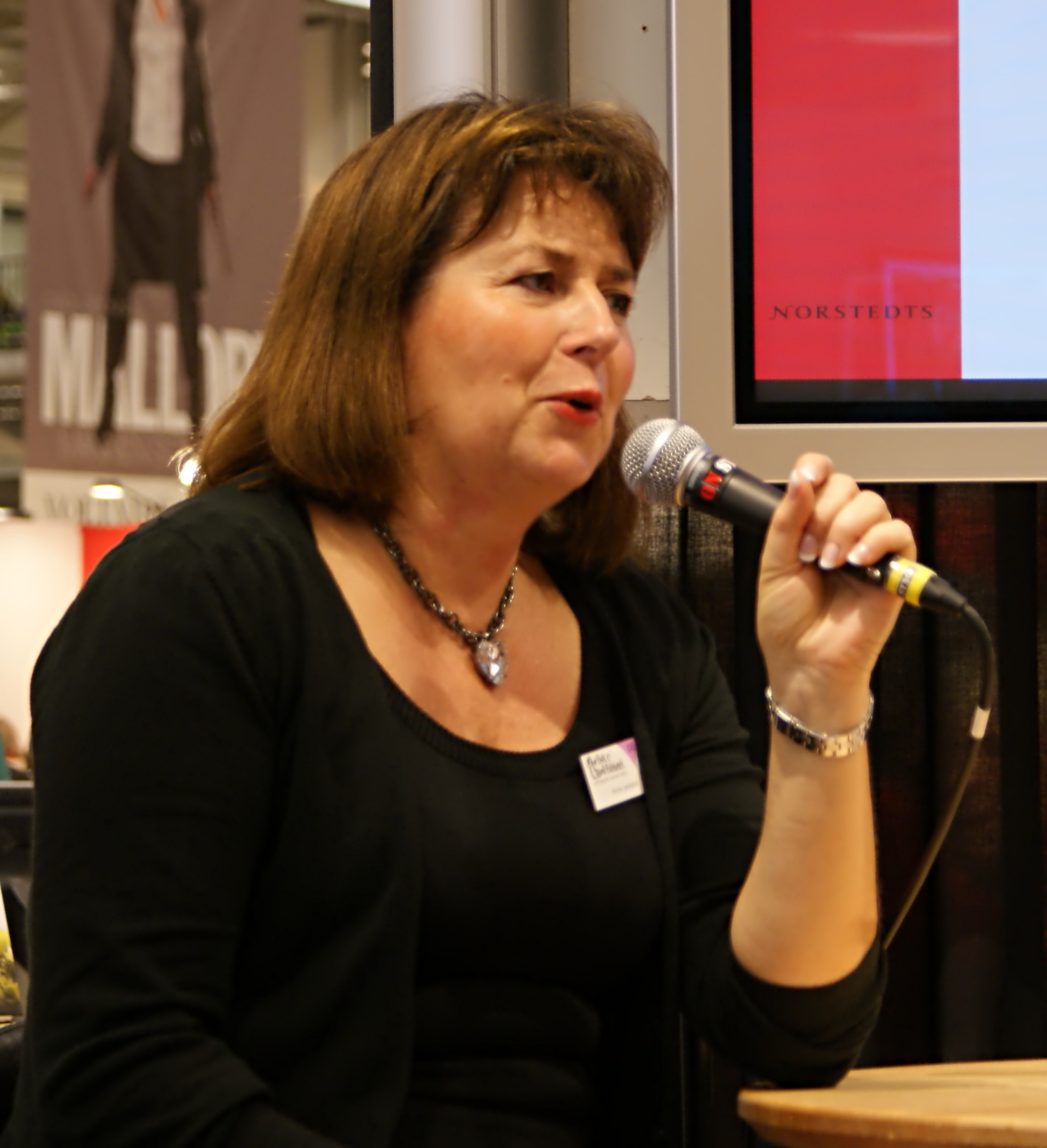
Anna Jansson, 2008
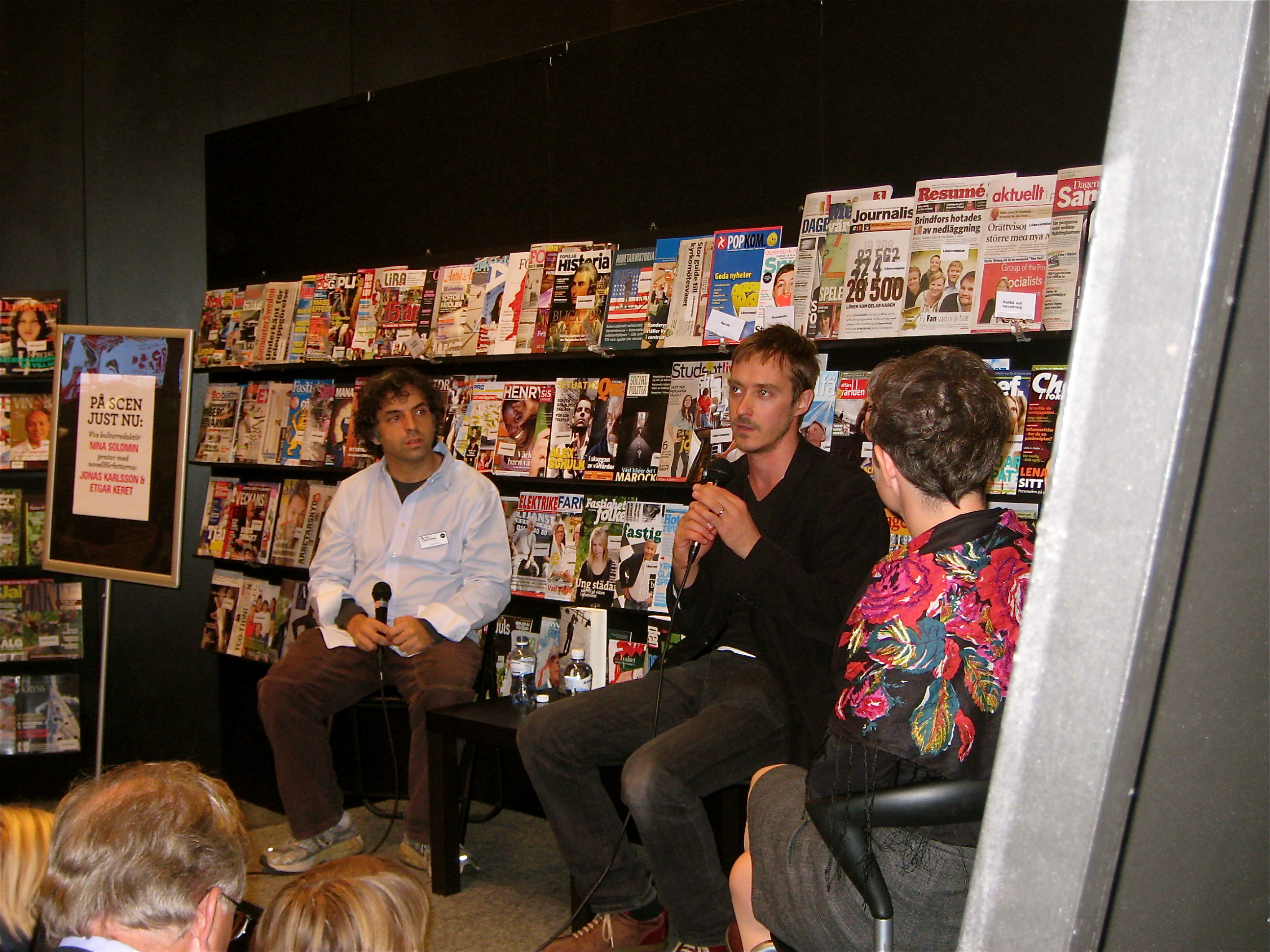
Etgar Keret und Jonas Karlsson, 2009
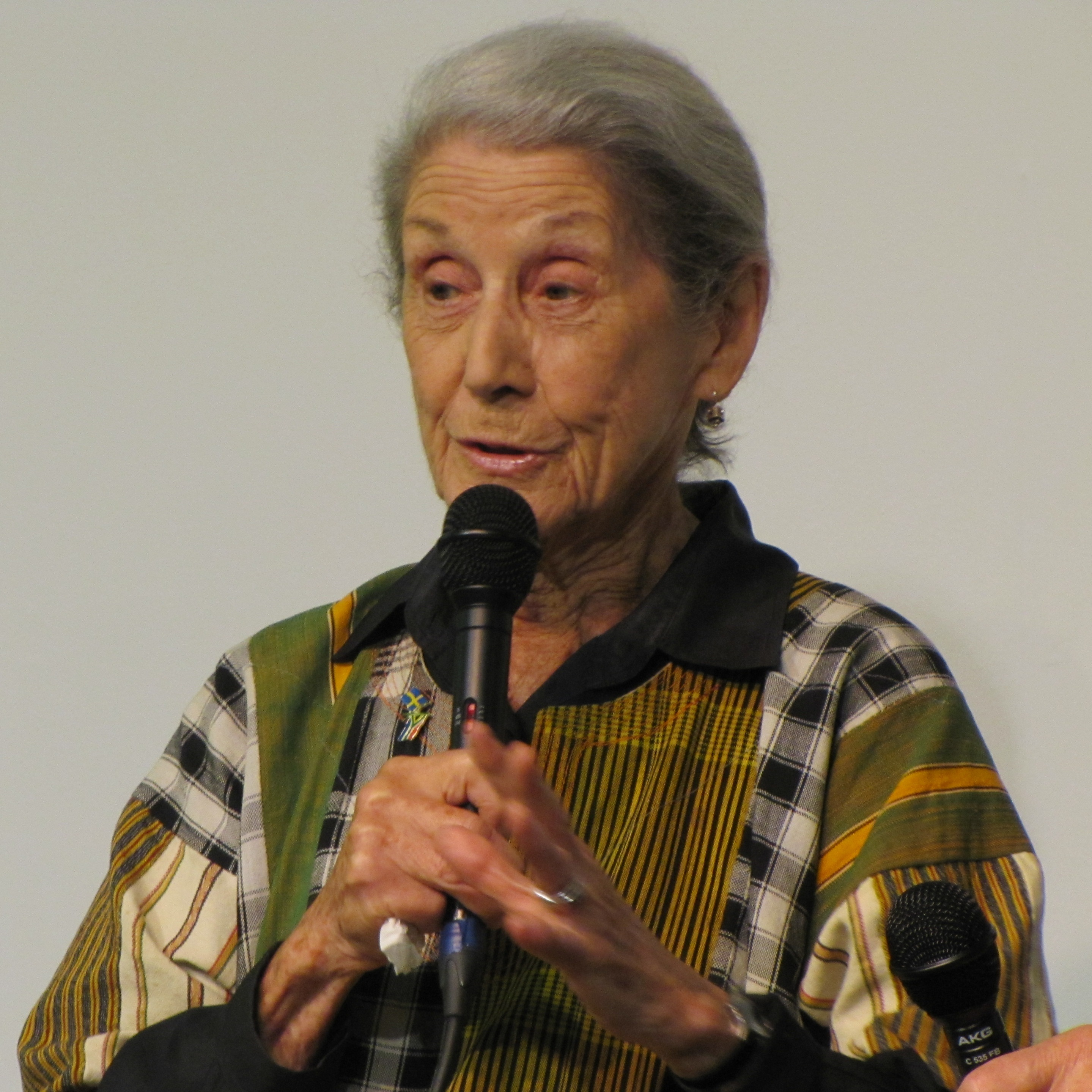
Nadine Gordimer, 2010